# 旗本退屈男 (1973年のテレビドラマ)
旗本退屈男（はたもとたいくつおとこ）は1973年（昭和48年）10月2日から1974年（昭和49年）3月26日まで東映大泉制作、NETテレビ（現：テレビ朝日）で放送されたテレビ時代劇である。
映画で1930年（昭和5年）の松竹キネマ時代から1963年（昭和38年）の東映時代まで「旗本退屈男」を主演した市川右太衛門が10年ぶりにテレビでの主演としての登場となり話題を集めた。テレビ・映画だけでなく舞台まで演じてきた。
2010年（平成22年）8月から時代劇専門チャンネルで放映している。

## スタッフ
- 企画：秋田亨
- プロデューサー：上月信二
- 原作：佐々木味津三
- 脚本：鈴木兵吾、結束信二、本山大生、高岩肇、中山文夫（松村昌治）、押川国秋、渡辺邦男、山野四郎、吉岡昭三、佐伯清、服部和史
- 音楽：牧野由多可
- 音楽制作：あんだんて
- 撮影：内田安夫
- 美術：宮国登
- 助監督：服部和史
- ナレーター：桑原たけし
- 殺陣：足立怜二郎
- 監督：佐々木康、山崎大助、龍伸之介、伊賀山正光、佐伯清、渡辺邦男、稲垣浩
- 制作：NET、東映

## 主なキャスト
- 早乙女主水之介：市川右太衛門
- 三平：品川隆二（第5話、第7話、第9話～第11話、第18話を除く）

主水之介に仕える町人。
- お志加：加茂さくら（第3話、第6話、第12話、第16話、第17話、第21話、第24話を除く）

料亭「志加」の女将。主水之介に惚れている。
- お染：岡田可愛（第1話～第6話、第9話、第11話、第13話～第15話、第18話～第20話、第24話）

髪結い屋。弥太八の女房でしっかり者。
- 菊路：竹下景子（第3話、第4話、第9話、第18話、第21話～第23話を除く）
- 霧島京弥：永井秀和（第1話、第2話、第5話～第7話、第10話～第16話、第20話、第24話）
- 四十松：湯原昌幸（第1話～第4話、第6話～第8話、第11話、第13話～第15話、第18話、第20話、第25話）

魚屋。弥太八の友人。
- 弥太八：小島三児（第1話～第6話、第9話、第11話、第13話～第15話、第24話）

お染の亭主でマイペースなのんびり屋。
- 甚五郎：山谷初男

植木屋。
- おとら：武智豊子
- 八：玉川長太
- 太郎助：山根久幸
- 一作：東龍明
- おたま：中嶋公子
- 八公：小鹿敦（第13話、第15話）
- 喜内：十朱久雄（第3話、第5話、第9話～第11話、第16話、第18話、第22話、第23話を除く）
- 伊兵衛：柳家小さん（第1話、第2話、第7話、第12話、第25話）
- 杉浦権之兵衛：佐野浅夫（第2話、第3話、第6話、第12話～第15話、第17話、第18話、第21話）

主水之介を「御前」と慕う町奉行所同心。第12話で筆頭同心になる。
ほか

## サブタイトル
| 話数   | 放送日        | サブタイトル         | 脚本              | 監督       | 主なゲスト |
| ------ | ------------- | -------------------- | ----------------- | ---------- | --- |
| 第１話 | 1973年10月2日 | 赤い足袋の死体       | 鈴木兵吾          | 佐々木康   | 藤堂対馬守：井上孝雄、雪乃：小野恵子、丸茂一平：青山良彦、将軍：伊沢一郎、沢彰謙、相馬剛三、松風はる美、高杉玄、北島一男、木南清、竹村清女、高野隆志、松下昌司、下田大眼：柳永二郎 |
| 第２話 | 10月9日       | 囮りあみ             | 鈴木兵吾          | 佐々木康   | お奈美：鮎川いづみ、石ヶ谷：加賀邦男、瓦版売り：逗子とんぼ、小助：小林稔侍、善賢一、三島一夫、菊地敏昭、仲原新二、池田力也、井上雅子、榎本英一、山浦栄、百化けの十吉：津川雅彦 |
| 第３話 | 10月16日      | 小判の足跡           | 鈴木兵吾          | 山崎大助   | 和市：中田浩二、久七：東晃声、勝造：轟謙二、千々谷要蔵：葉山良二、天人お雪：磯村みどり、太三郎：長谷川明男、佐々木一哲、団巌、高杉良、菊地敏明、清水武 |
| 第４話 | 10月23日      | 天下の嶮も物ならず   | 結束信二          | 龍伸之介   | 倉島襄、嵐五郎、松尾悦子、北島一男、松尾悟、山本相時、平井一行、九重ひろ子、戸浦六宏、浦里はるみ、露原千草、倉内：神田隆、与平：吉田義夫、源太：川地民夫、大熊：名和宏 |
| 第５話 | 10月30日      | おらんだ坂の黒い霧   | 鈴木兵吾          | 龍伸之介   | マダレナ：ジュリー・コワラスカ、清水イサム、北島一男、高杉良、滝川潤、稲川善一、𠮷沢信子、松沢勇、甚平：小林重四郎、番頭：庄司永建、住職：河津清三郎、池ヶ谷内膳正：稲葉義男、お芳：津田京子、園絵：北島マヤ、長崎屋与市郎：高城丈二 |
| 第６話 | 11月6日       | 幽霊さがし           | 鈴木兵吾          | 山崎大助   | 誰袖：珠めぐみ、霞十内：入川保則、源七：佐々木功、六兵衛：宮本嚝二郎、番頭：宮浩之、三つ扇屋：片山滉、おまちの父親：山田甲一、同心：山下則夫、飯屋の親爺：神田正夫、長屋の女房：進藤幸、長屋の女房：山口萠、長屋の女房：伊藤慶子、渡辺安章、遠藤主計頭：仲谷昇、大山家老：内田稔                                                             |
| 第７話 | 11月13日      | 母恋地獄             | 本山大生          | 伊賀山正光 | 加助：柳家かゑる、お徳：南美江、吾平：桂小益、権次：有川博、梶原庄之進：遠藤征慈、安住鬼十郎：倉多爽平、浪人：吉水慶、小山武宏、芝浦洋子、深美美奈子、尾形とも子、南部屋：中条静夫、河内屋：稲垣昭三、内儀：花岡菊子、桜井右近：名古屋章、綾垣織部正：今井健二、お駒：安田道代                                                               |
| 第８話 | 11月20日      | 緑の翡翠が血を呼んだ | 高岩肇            | 伊賀山正光 | 玄伯：久米明、おとせ：伊藤るり子、お艶：谷口香、はやみ竜次、大池育子、田川恒夫、大貫一孝、白川靖雄、西優一、弥蔵：渥美国泰、用人：中村竜三郎、藤倉勘解由：南原宏治、村田仙三郎：西沢利明 |
| 第９話 | 11月27日      | 待伏せ道中           | 鈴木兵吾          | 佐伯清     | 綾乃：山吹まゆみ、篠田蔵人：綾川香、油坂源四郎：丹羽又三郎、山田甲一、森裕介、山下勝也、八百原寿子、舟久保信之、松本初代、榎本英一、渡辺安章、松尾悟、中水雪舟、岩本照雄、北島一男、皆川理光、菊地敏昭、建部主馬之亮：安部徹、園田：高木二朗                                                                                                 |
| 第10話 | 12月4日       | 江戸に踊る白い影     | 高岩肇            | 佐伯清     | 小芳：水野久美、篠崎梅甫：鶴見丈二、お紋の方：沢井桂子、八名信夫、天坊準、沢田義生、小唄指導：蓼静奈美、和泉屋勘兵衛：織本順吉、溝口豊後守：富田仲次郎、徳川大納言：松本克平、十五朗：御木本伸介 |
| 第11話 | 12月11日      | 十字の謎             | 本山大生          | 渡辺邦男   | 最上：岩上瑛、白鳥勝、健太：久保木利貴、高杉良、丁子屋多左衛門：原健策、宇兵衛：須藤健、侍：宇南山宏、目明し：福岡正剛、茶店の親爺：山田禅二、山浦栄、伏見屋：田中志幸、旗本：川野耕司、稲垣大三郎：高津住男、五味川：穂高稔、粂吉：森次晃嗣、お袖：榊ひろみ                                                                                 |
| 第12話 | 12月18日      | 血ぬられた五枚の紙片 | 高岩肇            | 渡辺邦男   | 遊女：小林千枝、福井義範、居酒屋の女中：明石螢子、石川敏、仲原新二、北島一男、桂文朝、柳家さん吉、畠山主膳：竜崎一郎、とよ：原泉 |
| 第13話 | 12月25日      | 殺しのからくり       | 中山文夫          | 稲垣浩     | 芸者：川村真樹、屋台の客：畠山麦、大和守の家来：田川恒夫、柳家小えん、戸部因幡守：東千代之介、屋台の親爺：打越正八、同心：峯秀一、白鳥勝、老中：夏木章、松坂雅治、女中：松本啓子、長沢良治、渡辺安章、桐島好夫、讃岐守：見明凡太朗、西郷玄蕃：関山耕司、矢組の安五郎：細川俊夫、松野大和守：今井健二、岡権太夫：江見俊太郎、おきぬ：桜町弘子 |
| 第14話 | 1974年 1月1日 | 人情初雪小路         | 鈴木兵吾          | 佐々木康   | 七造：柳家小ゑん、滝島孝二、瓦版売り：花巻五郎、役人：はやみ竜次、お七の母親：八百原寿子、小甲登枝恵、榎本英一、瓦版売り：松下昌司、少女時代のお七：尾崎ますみ、太一：島田順司、おぬい：橋本菊子、金山主馬：高杉玄、将軍：伊沢一郎、仙太：片岡鶴八、佐平：桑山正一、お七：土田早苗、古堂丹波守：山形勲                                       |
| 第15話 | 1月8日        | 悪魔の煙り           | 中山文夫          | 稲垣浩     | お美代：中島ゆたか、下っ引き：手塚しげお、三太：豊岡晋、浅山：三島史郎、高杉良、少年：村田隆、少年：藤井秀之、小野富士子、円心：深江章喜、美濃守：山田禅二、村木徳斉：佐々木孝丸、戸田清玄：戸上城太郎 |
| 第16話 | 1月15日       | 謎の献上水           | 結束信二          | 佐々木康   | 惣吉：岡崎二朗、お加代：沢井孝子、堀尾の家臣：北島一男、大槻の家臣：木村修、大槻の家臣：打田康比古、置屋の女：高橋みどり、置屋の女：川瀬ミキ、役人：三上剛、菊地正孝、渡辺安章、塚本勘之助：佐藤京一、大原頼母：長島隆一、おやじ：沢彰謙、惣兵衛：河村憲一郎、大槻源八郎：葉山良二、堀尾修理太夫：徳大寺伸                                   |
| 第17話 | 1月22日       | 生き残った密使       | 押川国秋          | 佐々木康   | お澄：水原麻記、藤八：倉岡伸太朗、滝乃：星美智子、棟梁：鮎川浩、日舞指導：藤間大輔、新藤：北島一男、竹の女房：加藤土代子、土岐：平井武、大工の松：うえずみのる、大工の竹：大東梁佶、杉坂四郎右衛門：穂積隆信、幸田和三郎：加藤恒喜、早川茂左衛門：堀雄二                                                                                     |
| 第18話 | 1月29日       | 宝の山に迷った奴     | 鈴木兵吾          | 山崎大助   | お竜：ジュディ・オング、大沢屋卯兵衛：江見俊太郎、安藤但馬守：小林勝彦、影山泉、小園蓉子、石垣守一、北島一男、轟謙二、佐藤賢司、芝村洋子、遠藤孝子ほか |
| 第19話 | 2月5日        | 分捕り金三百万両     | 鈴木兵吾          | 山崎大助   | 又七：河原崎建三、おゆう：松本留美、杉義一、菊地正孝、菊池敏昭、桐島好夫、園田八郎左衛門：増田順司、江田：上野山功一、大村筑前守：高野真二、小高内膳：山岡徹也、ぐずり殿様：小栗一也 |
| 第20話 | 2月19日       | ねらわれた一万両     | 渡辺邦男 山野四郎 | 渡辺邦男   | 小出幾次郎：北大路欣也（特別出演）、綾：岩井友見、小出悠太郎：入川保則、尾関源内：鶴見丈二、細山治右衛門：中庸介、横川嘉兵衛：牧田正嗣、花岡菊子、大塚崇、北川陽一郎、池永和美、中島公子、北島一男、三島一夫、高杉良、三草由里子、堀川和栄、山田甲一、木村元保、仲塚康介、田川恒夫ほか                                                       |
| 第21話 | 2月26日       | 稲の穂が殺しを呼んだ | 吉岡昭三 渡辺邦男 | 渡辺邦男   | お由紀：新藤恵美、平田相模守：中山昭二、弥助：山下洵一郎、与平：美川陽一郎、穴木友十郎：中井啓輔、中島公子、山下勝也、佐藤のり子、夏木章、清水武、比良元高、岩城力也、高野隆志、松下昌司、斉藤春之、高杉哲平 |
| 第22話 | 3月5日        | 潮風に紅い血が騒ぐ   | 佐伯清 服部和史   | 佐伯清     | 加賀邦男、名和宏、池田駿介、富田仲次郎、中村竜三郎、小林さち子、高野ひろみ、霧島八千代、三夏伸、朝倉一、高杉良、比良元高、佐川二郎、山浦栄、菊地正孝ほか |
| 第23話 | 3月12日       | 旅みやげ梅花一輪     | 鈴木兵吾          | 佐々木康   | 上村香子、中尾彬、川合伸旺、吉田義夫、見明凡太郎、はやみ竜次、堀勝之祐、田川恒夫、白鳥勝、原田久、三島一夫、杉野誠一ほか |
| 第24話 | 3月19日       | 油樽が消えた         | 本山大生          | 佐々木康   | 伊吹吾郎、北沢彪、竜崎一郎、山田禅二、寺島達雄、二瓶秀雄、河村憲一郎、清水彰、安田隆、嵐五郎、山田甲一、菊池敏明、松下昌司、菊地正孝ほか |
| 第25話 | 3月26日       | 神隠し花嫁参上       | 渡辺邦男 山野四郎 | 渡辺邦男   | 入江若葉、菅貫太郎、戸浦六宏、田島令子、花柳喜章、六本木真、桂小益、柳家小ゑん、安芸秀子、原口剛、岩上瑛、小林稔侍、長谷川誉、松本初代、大阪憲ほか |

## ネット配信
- 2024年1月1日より、東映時代劇YouTubeの据置枠で第1・2話が常時無料配信されている。